# سولارینو
سولارینو (به ایتالیایی: Solarino) یک کومونه در ایتالیا است که در استان سیراکوز واقع شده‌است.

## خصوصیات
سولارینو ۱۳٫۰۱ کیلومترمربع مساحت و ۷٬۳۶۵ نفر جمعیت دارد و ۱۶۵ متر بالاتر از سطح دریا واقع شده‌است.

## خواهرخوانده
شهر نیو بریتین، کنتیکت خواهرخواندهٔ سولارینو هست.

## نگارخانه

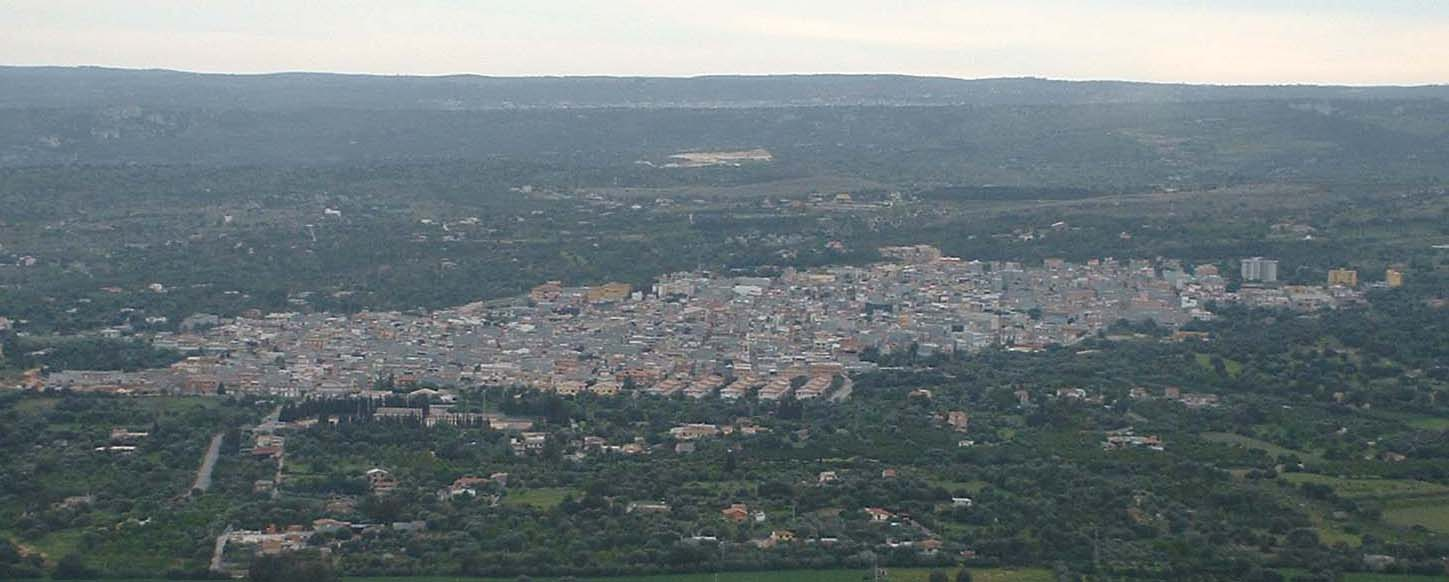
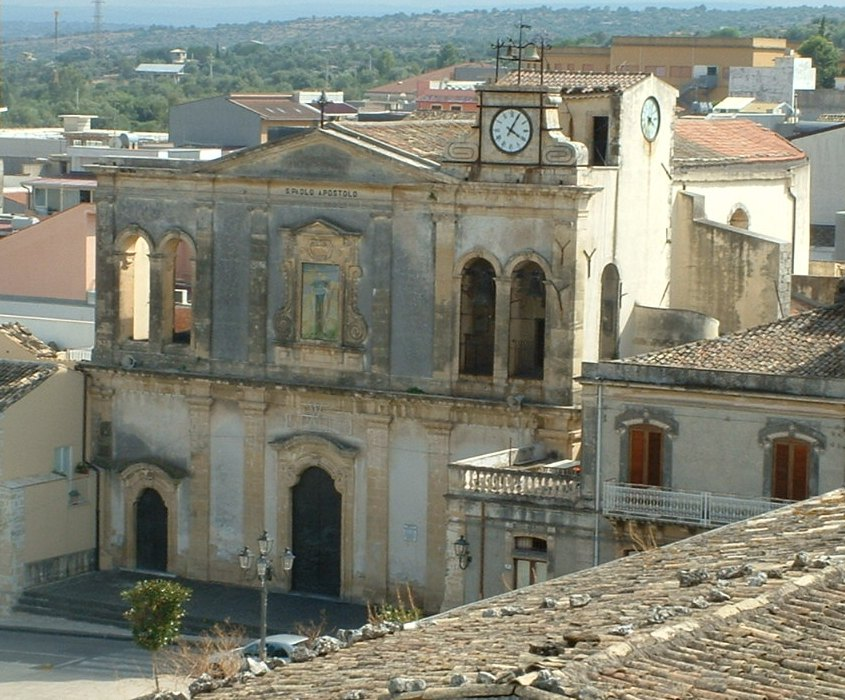
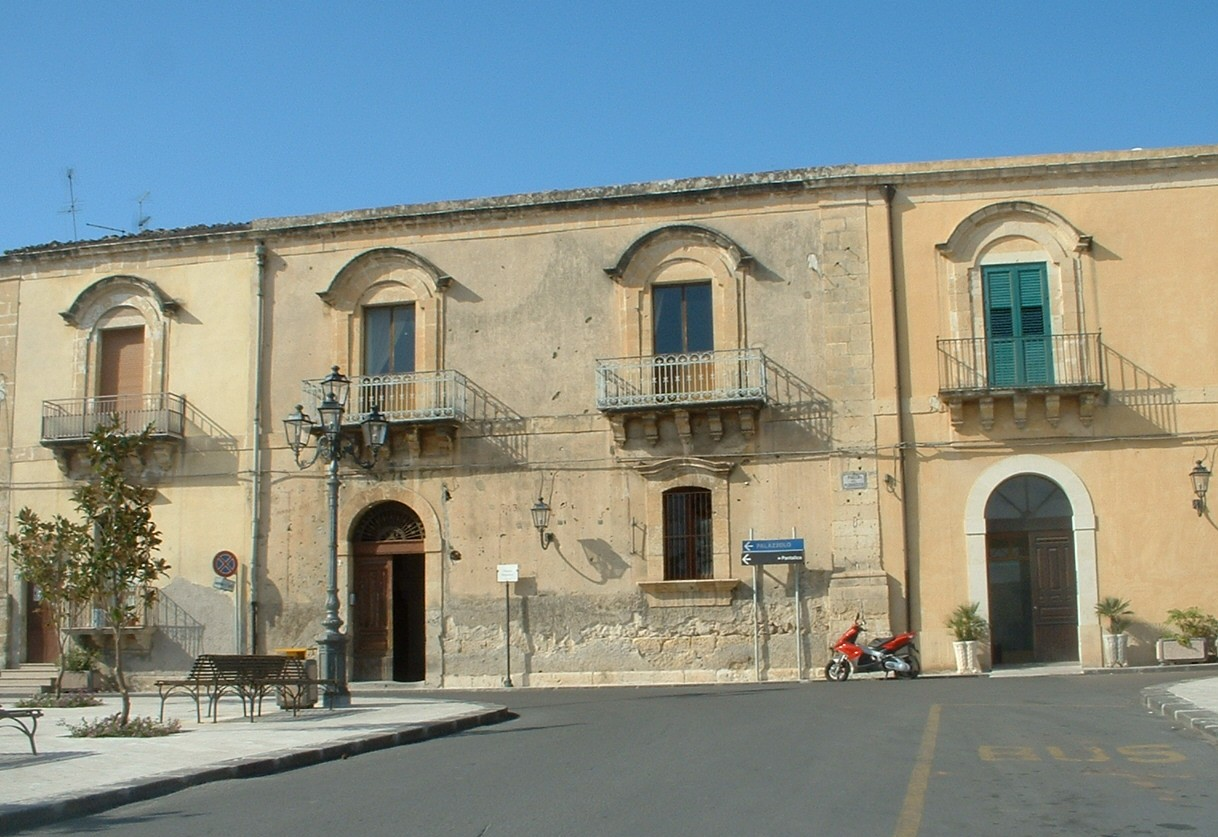
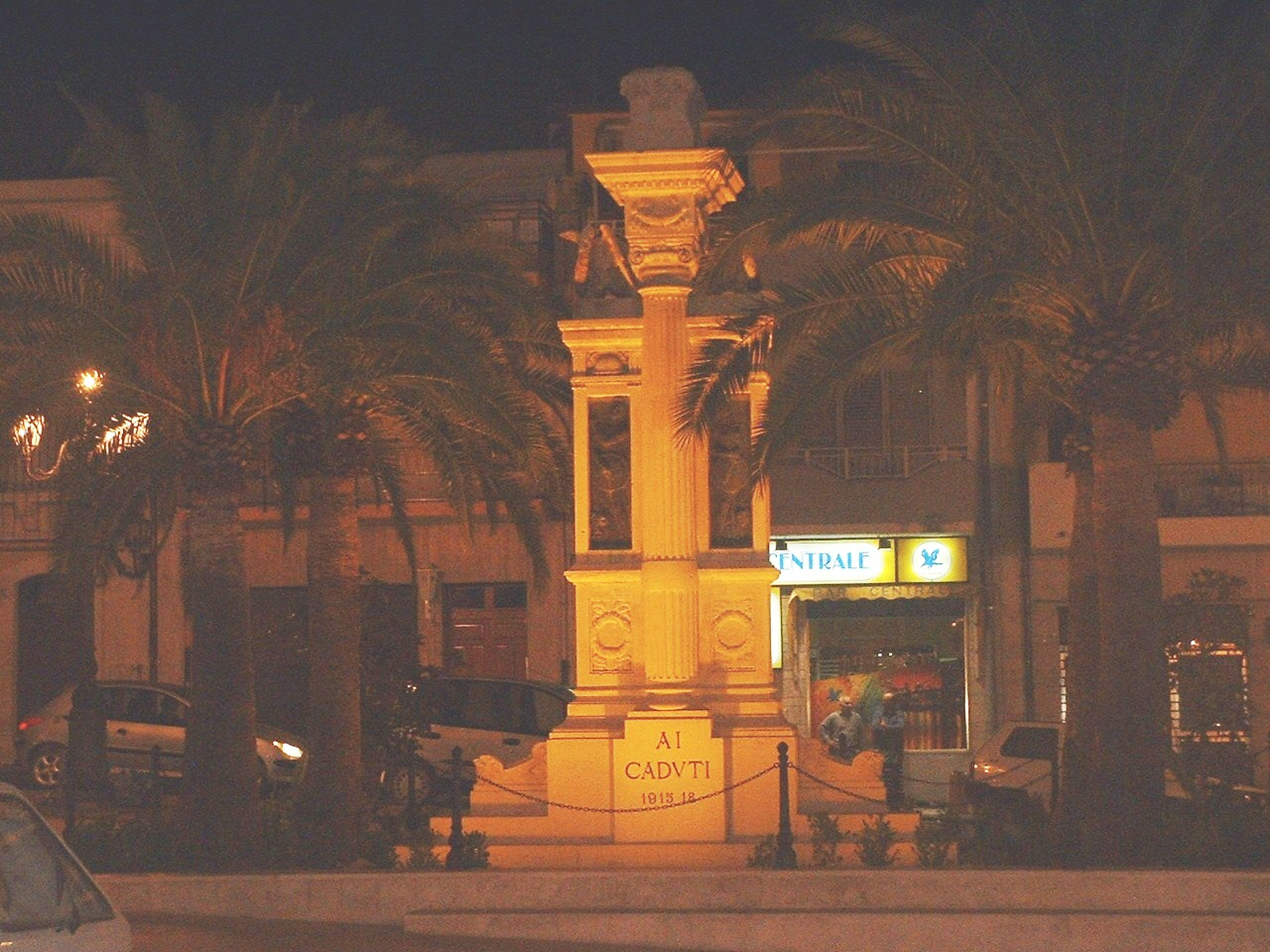
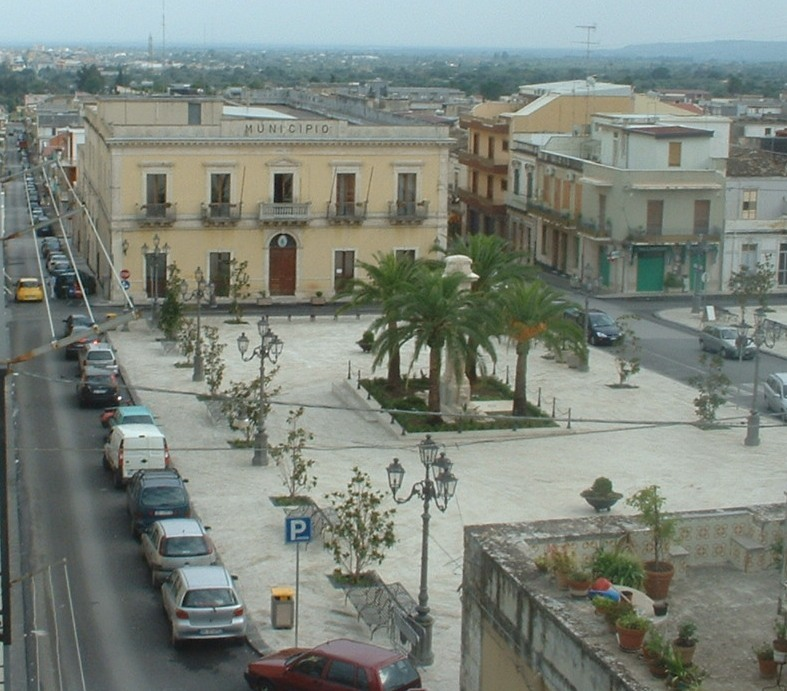
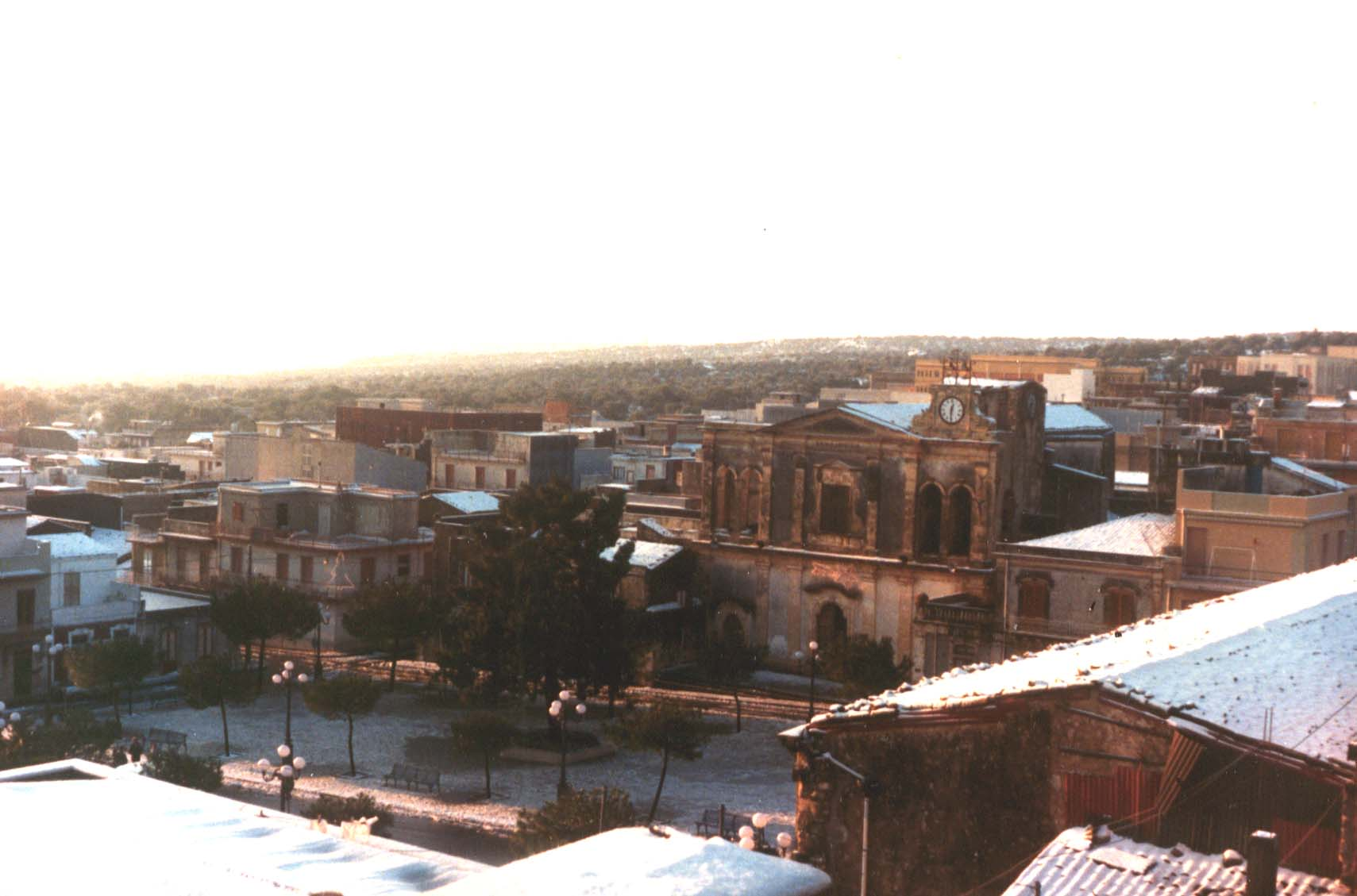
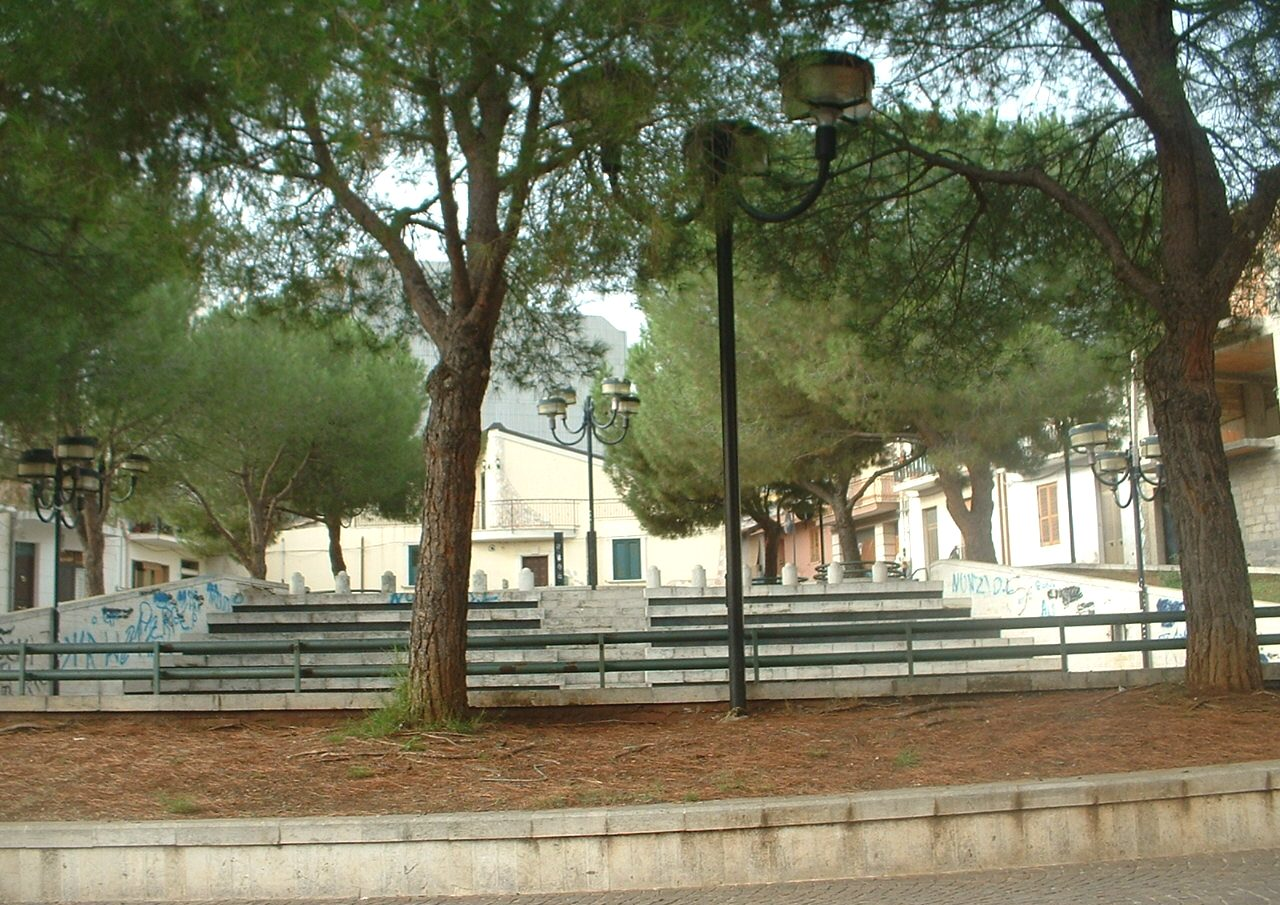
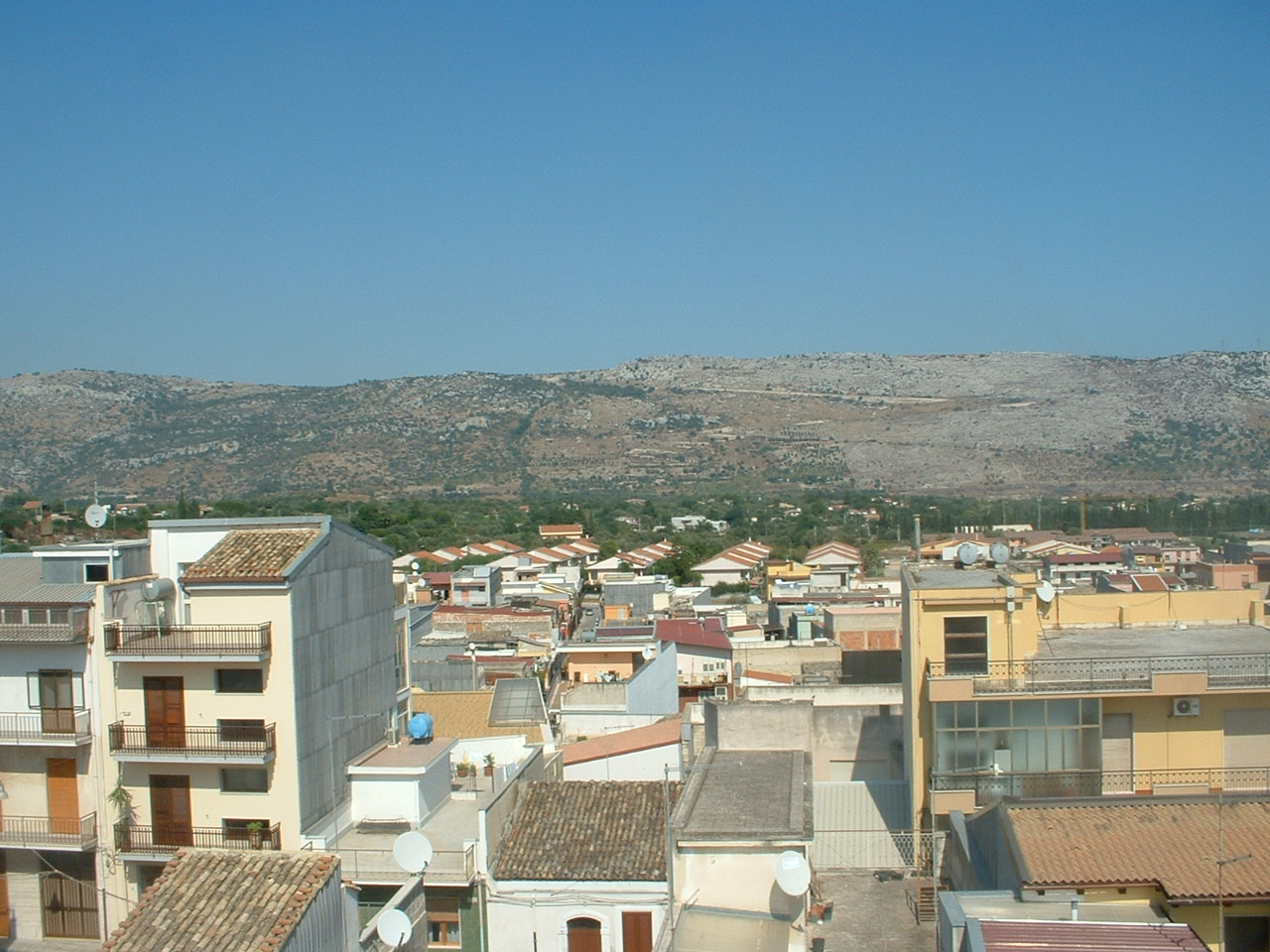
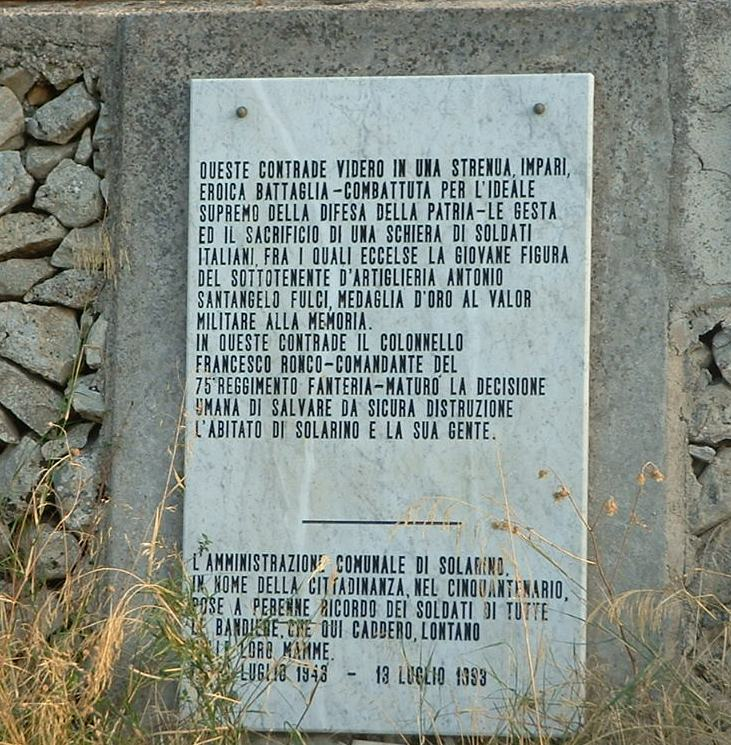
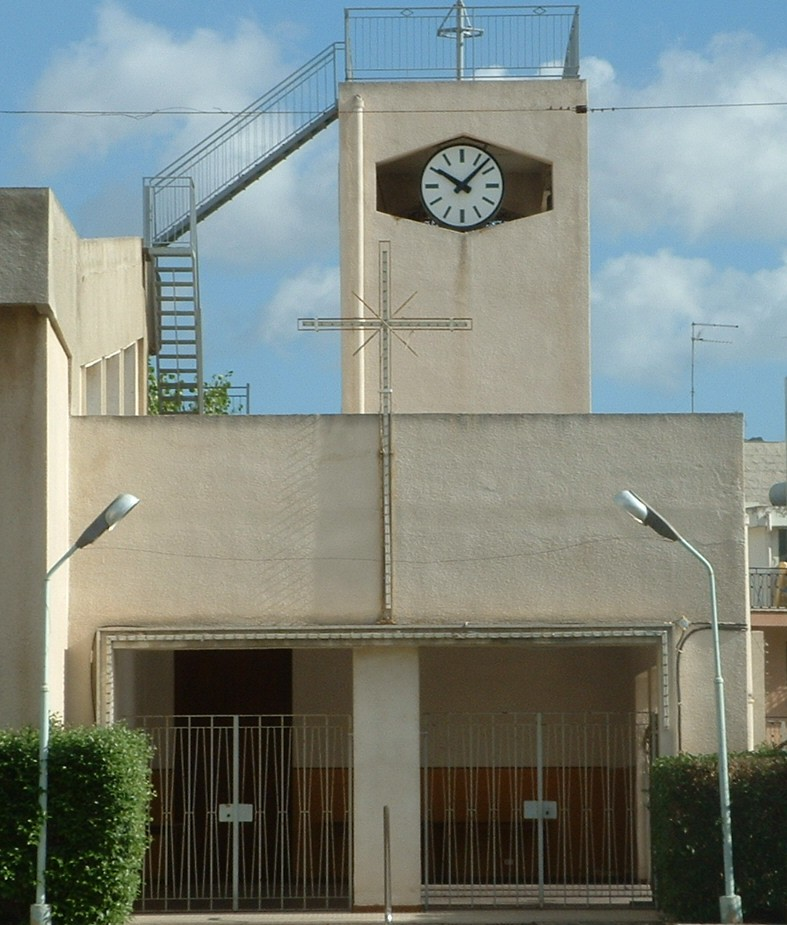
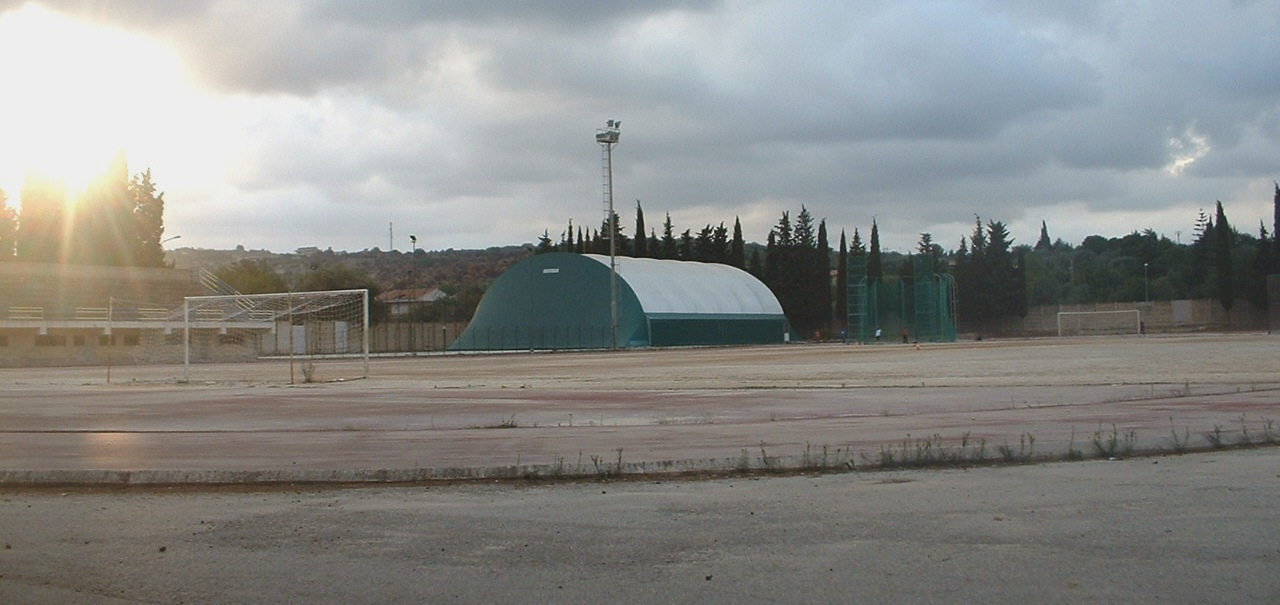
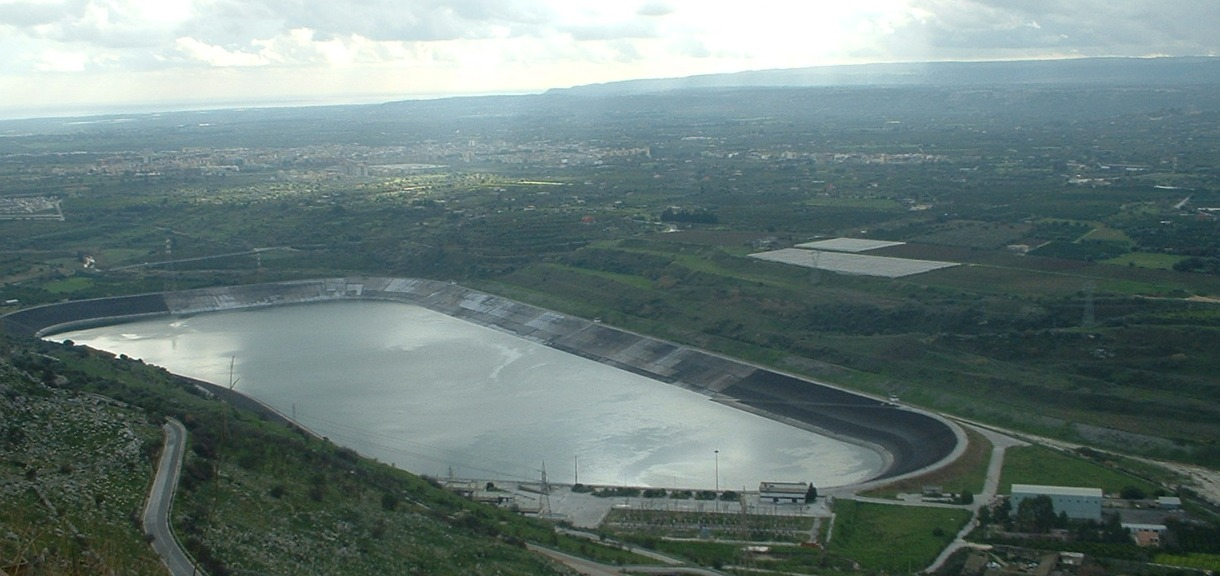